# Grand Prix La Marseillaise 2020
La 41e édition du Grand Prix La Marseillaise a eu lieu le 2 février 2020. La course fait partie du calendrier UCI Europe Tour 2020 en catégorie 1.1. C'est également la première épreuve de la Coupe de France de cyclisme sur route 2020.

## Présentation

### Parcours
Au départ de La Fare, le parcours arrive à Marseille, en passant par Fuveau, Trets, avec un crochet à Saint-Zacharie et Plan-d'Aups-Sainte-Baume, dans le Var, puis un retour dans les Bouches-du-Rhône, par Auriol, Gémenos, et La Ciotat.

### Équipes
Classé en catégorie 1.1 de l'UCI Europe Tour, le Grand Prix d'ouverture La Marseillaise est par conséquent ouvert aux WorldTeams dans la limite de 50 % des équipes participantes, aux équipes continentales professionnelles, aux équipes continentales et aux équipes nationales.
Quinze équipes participent à ce Grand Prix La Marseillaise : quatre WorldTeams, six ProTeam et cinq équipes continentales.
| WorldTeams (4)- Groupama-FDJ - AG2R La Mondiale - Cofidis - NTT Pro Cycling ProTeams (7)- Total Direct Énergie - Nippo Delko One Provence - Arkéa-Samsic - B&B Hotels-Vital Concept p/b KTM - Circus-Wanty Gobert - Bingoal-Wallonie Bruxelles - Sport Vlaanderen-Baloise Équipes continentales (4)- Saint Michel-Auber 93 - Natura4Ever-Roubaix Lille Métropole - Equipo Kern Pharma - Cambodia Cycling Academy |
| |

## Classements

### Classement final
| \| Classement général \| Classement général \| Classement général \| Classement général \| Classement général \| \| Coureur \| Coureur \| Pays \| Équipe \| Temps \| \| ------------------ \| -------------------- \| ------------------ \| ------------------------ \| ------------------ \| \| 1er \| Benoît Cosnefroy \| France \| AG2R La Mondiale \| 3 h 49 min 51 s \| \| 2e \| Valentin Madouas \| France \| Groupama-FDJ \| + 0 s \| \| 3e \| Tom Devriendt \| Belgique \| Circus-Wanty Gobert \| + 0 s \| \| 4e \| Jesús Herrada \| Espagne \| Cofidis \| + 0 s \| \| 5e \| Edward Planckaert \| Belgique \| Sport Vlaanderen-Baloise \| + 17 s \| \| 6e \| Clément Venturini \| France \| AG2R La Mondiale \| + 17 s \| \| 7e \| Damien Touzé \| France \| Cofidis \| + 17 s \| \| 8e \| Anthony Turgis \| France \| Total Direct Énergie \| + 17 s \| \| 9e \| Edvald Boasson Hagen \| Norvège \| NTT Pro Cycling \| + 17 s \| \| 10e \| Anthony Maldonado \| France \| Saint Michel-Auber 93 \| + 17 s \| |                      |          |                          |                 |
| |                      |          |                          |                 |
| Source : ProCyclingStats |                      |          |                          |                 |
| Classement général |                      |          |                          |                 |
| Coureur | Coureur              | Pays     | Équipe                   | Temps           |
| 1er | Benoît Cosnefroy     | France   | AG2R La Mondiale         | 3 h 49 min 51 s |
| 2e | Valentin Madouas     | France   | Groupama-FDJ             | + 0 s           |
| 3e | Tom Devriendt        | Belgique | Circus-Wanty Gobert      | + 0 s           |
| 4e | Jesús Herrada        | Espagne  | Cofidis                  | + 0 s           |
| 5e | Edward Planckaert    | Belgique | Sport Vlaanderen-Baloise | + 17 s          |
| 6e | Clément Venturini    | France   | AG2R La Mondiale         | + 17 s          |
| 7e | Damien Touzé         | France   | Cofidis                  | + 17 s          |
| 8e | Anthony Turgis       | France   | Total Direct Énergie     | + 17 s          |
| 9e | Edvald Boasson Hagen | Norvège  | NTT Pro Cycling          | + 17 s          |
| 10e | Anthony Maldonado    | France   | Saint Michel-Auber 93    | + 17 s          |

### Classements UCI
La course attribue aux coureurs le même nombre des points pour l'UCI Europe Tour 2020 et le Classement mondial UCI.
| Position           | 1er | 2e | 3e | 4e | 5e | 6e | 7e | 8e | 9e | 10e | 11e | 12e | 13e à 15e | 16e à 25e |
| Classement général | 125 | 85 | 70 | 60 | 50 | 40 | 35 | 30 | 25 | 20  | 15  | 10  | 5         | 3         |